# Idiophthalma robusta
Espèce
Idiophthalma robusta est une espèce d'araignées mygalomorphes de la famille des Barychelidae.

## Distribution
Cette espèce est endémique d'Équateur. 

## Description
La carapace de la femelle holotype mesure 8,5 mm de long sur 6,5 mm.

## Publication originale
- Simon, 1889 : Révision des Aviculariidae de la République de l'Ecuador. Actes de la Société linnéenne de Bordeaux, vol. 42, p. 399-404 (texte intégral).